# Begoña Gómez Martín
Begoña Gómez Martín (Madrid, 23 de noviembre de 1964) es una deportista española que compitió en judo.
Ganó tres medallas en el Campeonato Europeo de Judo entre los años 1988 y 1992. Participó en los Juegos Olímpicos de Barcelona 1992, donde finalizó séptima en la categoría de –61 kg.

## Palmarés internacional
| Campeonato Europeo | Campeonato Europeo | Campeonato Europeo | Campeonato Europeo |
| Año                | Lugar              | Medalla            | Categoría          |
| ------------------ | ------------------ | ------------------ | ------------------ |
| 1988               | Pamplona (España)  | Medalla de plata   | –61 kg             |
| 1990               | Fráncfort (RFA)    | Medalla de oro     | –61 kg             |
| 1992               | París (Francia)    | Medalla de bronce  | –61 kg             |